# Борін Костянтин Олександрович
Костянтин Олександрович Борін (3 червня 1908, село Жестельово Горбатовського повіту Нижньогородської губернії, тепер Павловського району Нижньогородської області, Російська Федерація — 10 березня 1989, місто Москва, тепер Російська Федерація) — радянський діяч, комбайнер Штейнгартівської МТС Краснодарського краю, кандидат сільськогосподарських наук (1955), доцент. Депутат Верховної ради РРФСР 2—3-го скликань. Депутат Верховної Ради СРСР 1-го скликання. Герой Соціалістичної Праці (16.04.1949).

## Біографія
Народився в селянській родині. Трудову діяльність розпочав із десятирічного віку, працював учнем слюсаря, землекопом на будівництві залізниці, слюсарем.
У 1920-х роках служив кулеметником у 17-й стрілецькій дивізії РСЧА.
З 1929 року працював бригадиром колгоспу село Жестельово. У 1931 році закінчив курси комбайнерів.
Член ВКП(б) з 1932 року.
На заклик партії переселився в 1933 році на вимерлу від голодомору Кубань для проведення колективізації. Восени 1933 року брав участь у створенні колгоспу імені Максима Горького в станиці Шкуринській, надалі був обраний членом правління колгоспу та призначений на посаду бригадира рільництва в колгоспі.
З 1935 року працював комбайнером Штейнгартівської машинно-тракторної станції (МТС) Краснодарського краю. Ініціатор передових методів праці на збиранні сільськогосподарських культур. Вперше застосував нічне збирання комбайном, завантаження бункера та заправку двигуна на ходу. У 1935 році зібрав хліба на площі 780 га при нормі 160 га і став одним із ініціаторів стахановського руху в сільському господарстві.
Закінчив робітничий факультет, був студентом Московської сільськогосподарської академії імені Тимірязєва.
Після початку німецько-радянської війни неодноразово звертався з проханнями відправити його добровольцем до діючої армії, але був призначений інструктором сільськогосподарського відділу Горьковського обласного комітету ВКП(б).
Влітку 1942 року за розпорядженням народного комісара землеробства СРСР був відправлений на Кубань для організації евакуації. Під час проведення евакуаційних заходів у колгоспі імені Максима Горького особисто керував комбайном, встиг скосити та обмолотити 400 гектарів поля. Зупинив роботу, підірвав комбайн і залишив село менш ніж за годину до появи підрозділів німецької армії.
З жовтня 1942 року служив комісаром батальйону 62-го стрілецького корпусу РСЧА. З липня 1943 до травня 1944 року — старший інструктор політичного відділу 62-го стрілецького корпусу Західного фронту. У вересні 1943 року під час проведення розвідки боєм у перетвореного на опорний пункт противника селища Курвоч командир стрілецького батальйону капітан Андрєєв загинув на початку бою. Після його загибелі атаку очолив заступник командира батальйону Борін, який брав участь у бою до того часу, поки не був поранений у груди уламком мінометної міни, що розірвалася. З 1944 року — партійний організатор, у грудні 1944 — травні 1945 року — заступник командира із політичної частини 119-го окремого автотранспортного батальйону 19-го району авіаційного базування Калінінського, 1-го Прибалтійського, 3-го Білоруського та Ленінградського фронтів. Кінець війни з Німеччиною зустрів під Піллау, у Східній Пруссії, потім брав участь у війні з Японією (закінчення якої зустрів у Порт-Артурі). Влітку 1946 року демобілізований, повернувся до Краснодару.
У 1948 році Костянтин Борін зі своїм колективом намолотив у зчіпці з двох комбайнів «С—6» із зібраної ним площі 42 300 центнерів зернових культур. За 15 років роботи у Штейнгартівській МТС його комбайновий агрегат виконав 89 сезонних норм та намолотив понад 480 000 центнерів зерна.
У 1950 році з відзнакою закінчив Московську сільськогосподарську академію імені Тимірязєва.
У 1951—1953 роках працював заступником начальника Головного управління МТС Міністерства сільського господарства СРСР.
З 1955 року викладав у Московській сільськогосподарській академії імені Тимірязєва. З 1962 року працював доцентом кафедри механізації академії.
Автор книги «15 років за штурвалом комбайну» (Москва, 1950).
Помер 10 березня 1989 року. Похований в Москві в колумбарії Донського кладовища.

## Звання
- капітан

## Нагороди
- Герой Соціалістичної Праці (16.04.1949)
- три ордени Леніна (13.12.1935, 16.04.1949, 2.06.1950)
- два ордени Вітчизняної війни ІІ ст. (5.06.1945, 6.04.1985)
- орден Червоної Зірки (2.11.1943)
- медаль «За перемогу над Німеччиною у Великій Вітчизняній війні 1941—1945 рр.» (1945)
- медаль «За перемогу над Японією» (1945)
- медаль «За доблесну працю. В ознаменування 100-річчя з дня народження Володимира Ілліча Леніна» (1970)
- медаль «Ветеран праці»
- Велика золота медаль Всесоюзної сільськогосподарської виставки
- медалі
- Сталінська премія ІІІ ст. (1951) — за вдосконалення методів роботи на зернових комбайнах.